# Raison d’être (группа)
Raison d’être (с фр. — «Смысл существования») — проект шведского музыканта Питера Андерссона в стиле дарк-эмбиент. Название взято из книги Карла Густава Юнга.
Начиная с основания в 1992 году Raison d’être выпустил большое количество дисков на лейбле Cold Meat Industry. Другие известные проекты Андерссона — Stratvm Terror, Necrophorus, Panzar, Svasti-ayanam, Bocksholm и Atomine Elektrine.

## Стиль, влияние
Как отмечают музыкальные критики, с каждым новым альбомом звучание Raison d’être становилось всё мрачнее. Свои композиции Питер Андерссон превращает в гнетущие звуковые полотна, сформированные сочетанием элементов классического индастриала и неоклассики. Музыкант порой использует необычные семплы и инструменты, такие как расстроенное фортепиано или ватерфон. Несмотря на это, некоторые альбомы проекта резко критиковались за излишне традиционный, по мнению рецензентов, подход к дарк-эмбиенту.

## Дискография
| - 1992 — Après nous le Déluge (Кассета) - 1993 — Prospectus I (CD) - 1994 — The Ring of Isvarah (Кассета) - 1994 — Conspectus (Кассета) - 1994 — Enthralled by the Wind of Loneliness (CD) - 1995 — Semblance (Кассета) - 1995 — Within the Depth of Silence and Phormations (CD) - 1997 — In Sadness, Silence and Solitude (CD) - 1997 — Reflections from the Time of Opening (CD) - 1998 — Lost Fragments (CD-R) | - 1999 — Collective Archives (CD) - 2000 — The Empty Hollow Unfolds (CD) - 2002 — Lost Fragments (CD) - 2003 — Requiem for Abandoned Souls (CD) - 2005 — Reflections from the Time of Opening (Re-Issue) (CD) - 2005 — Prospectus I (re-mix) (Cassette) - 2006 — In Sadness, Silence and Solitude (Re-Issue) (CD) - 2006 — Metamorphyses (CD) - 2008 — The Luminous Experience (Live in Enschede 2008) (CD) - 2009 — The Stains of the Embodied Sacrifice (CD) |